# Nghĩa Minh, Nghĩa Đàn
Nghĩa Minh là một xã thuộc huyện Nghĩa Đàn, tỉnh Nghệ An, Việt Nam.
Xã Nghĩa Minh có diện tích 12,43 km², dân số năm 1999 là 3211 người, mật độ dân số đạt 258 người/km².